# القسم (السبرة)

تعديل مصدري - تعديل

القسم محلة تابعة لقرية الحجرية، التابعة لعزلة بني عاطف بمديرية السبرة إحدى مديريات محافظة إب في الجمهورية اليمنية.، بلغ تعداد سكانها 37 حسب تعداد اليمن لعام 2004.